# Sinopoda phiset
Sinopoda phiset – gatunek pająka z rodziny spachaczowatych i podrodziny Heteropodinae.

## Taksonomia
Gatunek ten opisany został po raz pierwszy w 2020 roku przez Elenę Grall i Petera Jägera na łamach „Zootaxa”. Jako miejsce typowe wskazano stację badawczą Ang Khang w dystrykcie Fang na terenie tajskiej prowincji Chiang Mai. Epitet gatunkowy oznacza po tajsku „wyraźna” i odnosi się do przegrody epigynalnej pająka.

## Morfologia
Jedyny zmierzony okaz jest samicą o ciele długości 14,5 mm przy prosomie długości 6,9 mm i szerokości 5,9 mm. U okazu przechowywanego w alkoholu karapaks jest rudobrązowy z brązowymi krawędziami i środkiem oraz żółtawobrązową przepaską poprzeczną w tyle, szczękoczułki są rudobrązowe, nogogłaszczki brązowe z rudobrązowymi nadstopiami i goleniami, sternum żółtawobrązowe z brązowymi brzegami, odnóża rudobrązowe, miejscami z brązowymi kropkami i paskami, natomiast opistosoma (odwłok) z wierzchu brązowa z żółtym paskiem podłużnym i żółtym nakrapianiem, po bokach żółtawobrązowo nakrapiana, z tyłu ciemnobrązowa, a od spodu żółtobrązowa pośrodku i brązowa z żółtymi kropkami po bokach. Oczy wszystkich par są obecne. Szczękoczułki mają trzy zęby na krawędzi przedniej i cztery na tylnej. Genitalia samicy mają szersze niż dłuższe pole epigynalne z dwoma krótkimi pasmami przednimi i dwoma sensillami szczeliniastymi, szeroką przegrodę zajmującą ⅔ epigyne, płaty boczne zlane z wcięciem na tylnej krawędzi, spermateki na przedzie dwukortnie silniej niż u S. nanphagu nabrzmiałe, proste i tak grube jak tył spermatek wyrostki gruczołowe oraz cienkie i lekko zakrzywione przewody zapładniające.

## Rozprzestrzenienie
Pająk orientalny, endemiczny dla Tajlandii, znany tylko z lokalizacji typowej na terenie prowincji Chiang Mai.